# Mi mujer está loca
 Mi mujer está loca  es una película en blanco y negro de Argentina dirigida por Carlos Schlieper y Enrique Cahen Salaberry sobre el guion de Schlieper y Ariel Cortazzo basada en l obra "Florence est folle" que se estrenó el 6 de marzo de 1952 y que tuvo como protagonistas a Amelia Bence, Alberto Closas, Amalia Sánchez Ariño, Julián Bourges e Iván Grondona. Hay una versión anterior titulada "Florence est folle" que dirigió Georges Lacombe en 1944.

## Sinopsis
Una disciplinada ama de casa se convierte en una frívola vedette a raíz de un shock emocional.

## Reparto
- Amelia Bence ... Lucía / Ernestina Garrido "Lilí del Vals"
- Alberto Closas ... Dr. Ernesto Durán
- Amalia Sánchez Ariño ... Isabel (madre de Lucía)
- Manuel Perales ... Profesor del Solar
- Julián Bourges ... Gerente de la boite
- Iván Grondona ... Cap. Roberto Miranda "el marino"
- Francisco Pablo Donadío ... Médico
- Federico Mansilla
- Juan José Porta ... Médico
- Virginia de la Cruz ... Marcela (mucama)
- Pola Neuman
- Lalo Hartich ... Max (mayordomo)
- Diana Myriam Jones ... Niña

## Comentario
Manrupe y Portela escriben:

”Rara incursión de Bence en la comedia. Pese a que durante el rodaje Schlieper sufre su primer infarto debiendo ser reemplazado por Cahen Salaberry, el film mantiene toda la fuerza y las intenciones de su director, quien todavía realizaría seis películas más.”